# Taweret
Taweret (hay Tawret, Taueret, Tawaret) là một nữ thần sinh sản của người Ai Cập cổ đại. Bà bảo vệ phụ nữ và trẻ em, và là cộng sự với á thần lùn Bes.

## Thần thoại
Tương tự như nữ quỷ Ammit, Taweret là sự kết hợp giữa hai loài vật ăn thịt và một loài ăn cỏ lớn nhất của châu Phi: hà mã, sư tử và cá sấu. Theo thần thoại, Taweret có thân và mặt của loài hà mã, cả bốn chi là của sư tử, phần lưng là của cá sấu. Ngoài ra bà còn mang bộ ngực của phụ nữ. Taweret cũng liên kết với Hathor vì bà đôi khi được miêu tả là đội cặp sừng với đãi mặt trời trên đầu.
Taweret đại diện cho hai chòm sao Đại Hùng và Thiên Long, vì thế bà được xem là thần bảo vệ của phương bắc. Theo thần thoại, vùng trời phía bắc là nơi lạnh lẽo đầy nguy hiểm. Set là chồng bà và bị chính bà giam giữ tại chòm Đại Hùng sau trận chiến với Horus. Tuy là vợ của ác thần nhưng bà lại trung thành với Ra và Horus. Với vai trò bảo vệ, Taweret dùng phép thuật của mình để giúp cho các linh hồn vượt qua những nguy hiểm dưới địa ngục.

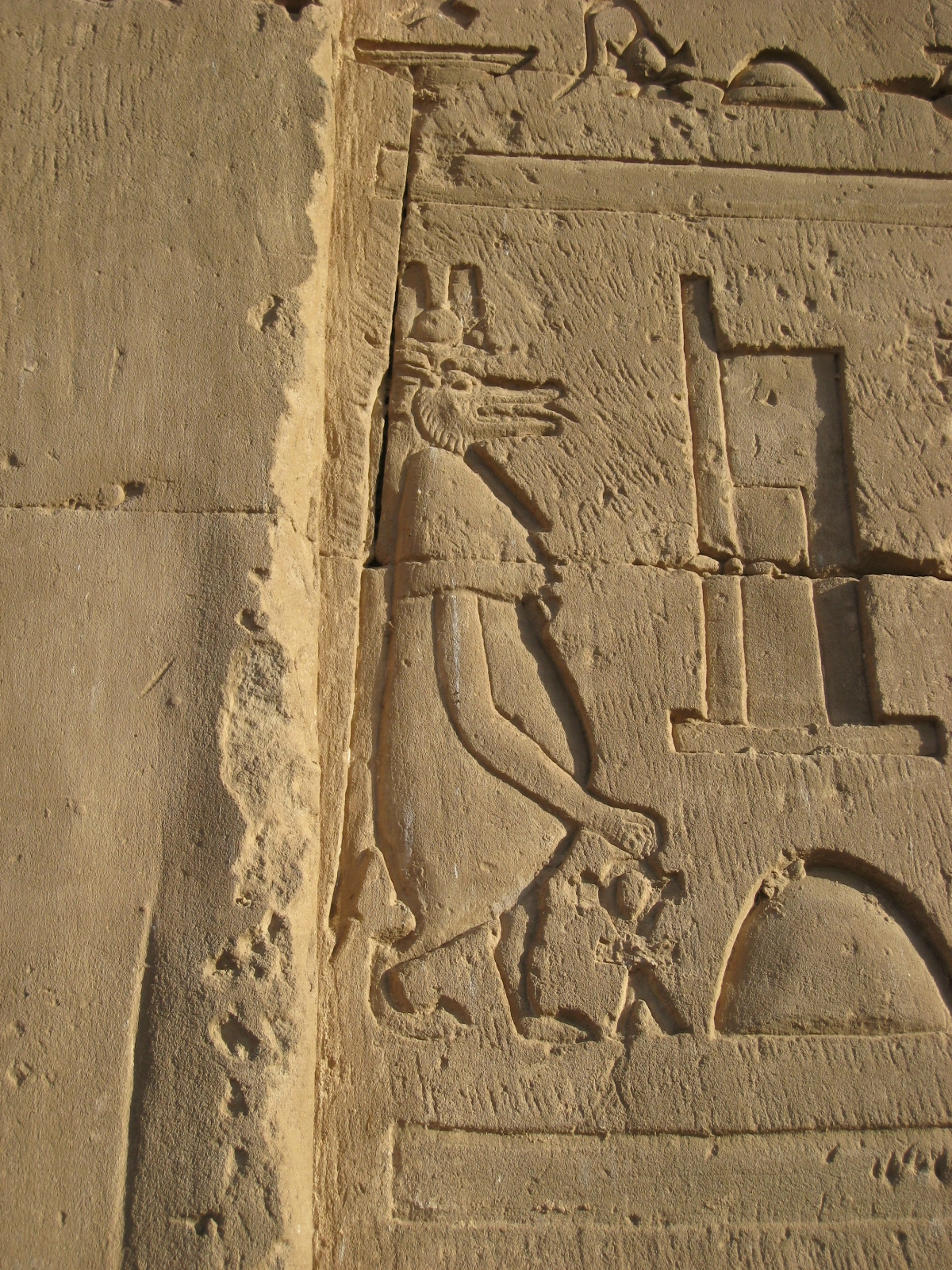
Hình ảnh nữ thần Taweret trên một bức tường của một ngôi đền tại Edfu

Về sau, bà được xem là một nữ thần sinh sản, bảo vệ cho gia đình, các bà mẹ và con trẻ và cả các pharaoh. Bà cùng với Bes xua đuổi những linh hồn quỷ dữ làm hại đến những sản phụ và những đứa trẻ mới sinh. Những bà mẹ đang mang thai thường đeo những chiếc bùa hình Taweret để bảo vệ cho họ và những đứa con. Hathor cũng được xem là một vị thần sinh sản trong lĩnh vực này.
Vì có liên quan đến sự sinh sản nên Taweret cũng được xem là vị thần của sự tái sinh. Bà đã dùng nước để thanh lọc, tẩy uế cho những xác ướp để họ có thể đi vào thế giới bên kia, nên được mệnh danh là "Nguồn nước tinh khiết".
Hình ảnh của Taweret thường xuất hiện trên những món đồ trang sức, gối nằm và những vật dụng trong gia đình. Taweret cũng xuất hiện trên những "con dao thần" được chế tác từ răng của loài hà mã, dùng để đuổi tà ma ác quỷ. Những chén ăn của trẻ con cũng có mặt của Taweret, đề cập đến vai trò giáo dục con cái của nữ thần trong gia đình. Bes và Taweret thường được khắc bên ngoài các ngôi đền để ngăn chặn những điều xấu ảnh hưởng đến sự thiêng liêng của ngôi đền.